# Promotore finanziario
In Italia, ai sensi dell'art. 31 del Testo unico delle disposizioni in materia di intermediazione finanziaria, viene indicato come promotore finanziario la persona fisica che, in qualità di dipendente, agente o mandatario, esercita professionalmente l'offerta fuori sede di strumenti finanziari e di servizi di investimento esclusivamente per conto di un unico intermediario finanziario (Banca, SIM, SGR). Con legge n. 208 del 28 dicembre 2015, art.1, comma 39, il promotore finanziario cessa di esistere, sostituito con il consulente finanziario abilitato all'offerta fuori sede.

## Requisiti necessari per svolgere l'attività di promotore
Per poter esercitare la professione, il promotore finanziario deve essere iscritto all'albo unico nazionale dei promotori finanziari che dal 1º gennaio 2009 non è più tenuto dalla Consob, bensì dall'Organismo per la tenuta dell'Albo dei Promotori Finanziari. La struttura decentrata dell'Organismo per la tenuta dell'Albo dei Promotori Finanziari dal 1º gennaio 2011 si compone di due sezioni. La Sezione I, con sede a Roma, è l'ufficio competente per i promotori finanziari con residenza nelle regioni Toscana, Umbria, Lazio, Sardegna, Campania, Molise, Basilicata, Puglia, Sicilia, Calabria, Abruzzo e Marche. La Sezione II, con sede a Milano, è l'ufficio competente per i promotori finanziari con residenza nelle regioni Piemonte, Liguria, Valle d'Aosta, Lombardia, Veneto, Friuli Venezia Giulia, Emilia-Romagna e Trentino-Alto Adige.
L'accesso all'Albo è regolato dal decreto del Ministero del Tesoro n. 472/98 che definisce i requisiti di onorabilità e di professionalità necessari ai fini dell'iscrizione.

### Requisiti di onorabilità
- non essere interdetto, inabilitato, fallito o condannato ad una pena che importa interdizione, anche temporanea, dai pubblici uffici o incapacità a esercitare uffici direttivi (art. 2382 Codice Civile);
- non essere stato sottoposto a misure di prevenzione disposte ai sensi della normativa antimafia, salvi gli effetti della riabilitazione;
- non essere stato condannato con sentenza irrevocabile, salvi gli effetti della riabilitazione: 
  - a pena detentiva per uno dei reati previsti dalle norme che disciplinano l'attività bancaria, finanziaria, mobiliare, assicurativa e dalle norme in materia di mercati e valori mobiliari, di strumenti di pagamento;
  - alla reclusione per uno dei reati previsti nel titolo XI del libro V del Codice Civile e nel Regio Decreto del 16 marzo 1942 n. 267 (Disposizioni penali in materia di società e di consorzi);
  - alla reclusione per un tempo non inferiore a un anno per un reato contro la pubblica amministrazione, contro la fede pubblica, contro il patrimonio, contro l'ordine pubblico, contro l'economia ovvero per un delitto in materia tributaria;
  - alla reclusione per un tempo non inferiore a due anni per un qualunque reato non colposo.

### Requisiti di professionalità
Il requisito di professionalità, salvo per i casi indicati dalla Consob, si ottiene superando un apposito esame di abilitazione organizzato dall'Organismo, il cui programma prevede la conoscenza di diritto civile e commerciale, diritto dei mercati finanziari ed economia finanziaria, diritto tributario, diritto previdenziale. Possono ottenere di essere iscritti di diritto all'Albo coloro che risultino essere in possesso di specifici requisiti di professionalità (disciplinati dall'art. 4 del Decreto sopra citato) ed in particolare:
- agenti di cambio, iscritti al ruolo unico nazionale o al ruolo speciale tenuti dal Ministero del Tesoro;
- negoziatori abilitati (art. 7, comma 2, Legge 1/1991);
- funzionari di banca o d'impresa d'investimento, preposti o responsabili di unità operativa di banca o di impresa d'investimento. Questi soggetti devono aver svolto per almeno un triennio uno dei servizi di investimento previsti dall'art. 1, comma 5, del decreto legge 58/1998;
- funzionari di banca addetti alla commercializzazione di prodotti finanziari della banca (l'attività deve essere stata svolta per un periodo di tempo complessivamente pari ad un triennio);
- responsabili del controllo interno.

La complessità tecnica dell'esame di Stato e la difficoltà connesse all'esercizio della professione di promotore finanziario richiede dunque una formazione specifica in ambito giuridico-economico-finanziario. Gran parte dei promotori sono laureati in Giurisprudenza, Economia, Finanza o Matematica a indirizzo finanziario, ove esistono anche piani di studio appositamente pensati.

## Normativa di riferimento
- D.lgs. n. 385 del 1º settembre 1993 Testo Unico Bancario
- D.lgs. n. 415 del 23 luglio 1996 Decreto Eurosim
- D.lgs. n. 58 del 24 febbraio 1998 Testo unico delle disposizioni in materia di intermediazione finanziaria
- Delibera Consob n. 11745 del 9 dicembre 1998 Modifiche al Regolamento concernente la disciplina degli intermediari
- Delibera Consob n. 16190 del 29 ottobre 2007 Regolamento recante norme di attuazione del decreto legislativo 24 febbraio 1998, n. 58 in materia di intermediari[1]
- Delibera Consob n. 16737 del 18 dicembre 2008 Inizio di operatività dell'Organismo di cui all'art. 31, comma 4, del decreto legislativo 24 febbraio 1998, n. 58, ed entrata in vigore delle disposizioni contenute nel Libro VIII, parti II e III, del regolamento adottato con delibera n. 16190 del 29 ottobre 2007